# 珍氏遁羚
珍氏遁羚（Cephalophus jentinki），又名長頭麂羚或詹氏小羚羊，是分佈在利比里亞南部、科特迪瓦西南部及塞拉里昂森林的麂羚。
珍氏遁羚肩高80厘米，重70公斤，是最大的麂羚。牠們肩後是灰色的，肩前則是深黑色的。肩膀上有一道白色斑紋分隔兩種毛色，腹部也是白色的。牠們的角幼長，末端稍稍向後彎，長14-21厘米。
珍氏遁羚棲息在茂密的雨林內，主要吃果實、花朵、葉子、莖、根及農作物。牠們是夜間活動的，日間會躲在叢林間。牠們可能是地盤性的。當受威脅時，牠們會逃跑得很快及躲藏起來。
珍氏遁羚是於1884年發現的，但到了1892年才有正式的描述。之後就未有再發現牠們，直至1948年在利比里亞發現牠們的頭顱骨。自1960年代都有多次的觀察報告。於1971年，在格拉迪波特動物園成功的人工培育了珍氏遁羚，但在2013年12月19日，最後一隻由人工圈養的雄性個體Taz過世，死於腎衰竭造成的肺炎。
1999年估計共有3500頭珍氏遁羚，但根據2016年的IUCN紅色名錄報告顯示，專家估計數量已降至2000頭左右。牠們主要受失去棲息地及獵殺所威脅。